# Associazione Sportiva Cittadella 1993-1994
Questa voce raccoglie le informazioni riguardanti l'Associazione Sportiva Cittadella nelle competizioni ufficiali della stagione 1993-1994.

## Rosa
| N. |                   | Ruolo | Calciatore        |
| -- | ----------------- | ----- | ----------------- |
|    | Italia (bandiera) | P     | Michele Andreetta |
|    | Italia (bandiera) | P     | Marco Borghetto   |
|    | Italia (bandiera) | D     | Alex Bagarin      |
|    | Italia (bandiera) | D     | Maurizio Pecoraro |
|    | Italia (bandiera) | D     | Carlo Pizzolon    |
|    | Italia (bandiera) | D     | Paolo Simeoni     |
|    | Italia (bandiera) | D     | Alberto Simonetto |
|    | Italia (bandiera) | C     | Silvio Busato     |
|    | Italia (bandiera) | C     | Luca Carta        |
|    | Italia (bandiera) | C     | Mirco Castellan   |

| N. |                   | Ruolo | Calciatore              |
| -- | ----------------- | ----- | ----------------------- |
|    | Italia (bandiera) | C     | Angelo Della Valentina  |
|    | Italia (bandiera) | C     | Paolo Falasconi         |
|    | Italia (bandiera) | C     | Paolo Favaretto         |
|    | Italia (bandiera) | C     | Maurizio Improta        |
|    | Italia (bandiera) | C     | Nicola Mezzalira        |
|    | Italia (bandiera) | C     | Massimiliano Pettenello |
|    | Italia (bandiera) | A     | Antonio Luce            |
|    | Italia (bandiera) | A     | Claudio Milanese        |
|    | Italia (bandiera) | A     | Luca Olmesini           |
|    | Italia (bandiera) | A     | Saimon Zalla            |

### Staff tecnico
| Allenatore: | Gianni Rossi |

## Risultati

### Campionato

#### Girone di andata
| 12 settembre 1993 1ª giornata | Olbia | 1 – 0 | Cittadella |  |

| 19 settembre 1993 2ª giornata | Cittadella | 0 – 1 | Lecco |  |

| 26 settembre 1993 3ª giornata | Crevalcore | 1 – 0 | Cittadella |  |

| 3 ottobre 1993 4ª giornata | Cittadella | 1 – 3 | Ospitaletto |  |

| 10 ottobre 1993 5ª giornata | Legnano | 1 – 1 | Cittadella |  |

| 17 ottobre 1993 6ª giornata | Cittadella | 1 – 0 | Tempio |  |

| 24 ottobre 1993 7ª giornata | Giorgione | 0 – 2 | Cittadella |  |

| 7 novembre 1993 8ª giornata | Cittadella | 2 – 0 | Pergocrema |  |

| 14 novembre 1993 9ª giornata | Solbiatese | 2 – 0 | Cittadella |  |

| 21 novembre 1993 10ª giornata | Cittadella | 3 – 0 | Vogherese |  |

| 28 novembre 1993 11ª giornata | Novara | 0 – 0 | Cittadella |  |

| 5 dicembre 1993 12ª giornata | Trento | 1 – 1 | Cittadella |  |

| 12 dicembre 1993 13ª giornata | Cittadella | 1 – 0 | Aosta |  |

| 19 dicembre 1993 14ª giornata | Lumezzane | 0 – 0 | Cittadella |  |

| 16 gennaio 1994 15ª giornata | Cittadella | 1 – 1 | Torres |  |

| 23 gennaio 1994 16ª giornata | Pavia | 1 – 0 | Cittadella |  |

| 30 gennaio 1994 17ª giornata | Cittadella | 1 – 1 | Centese |  |

#### Girone di ritorno
| 6 febbraio 1994 18ª giornata | Cittadella | 0 – 0 | Olbia |  |

| 13 febbraio 1994 19ª giornata | Lecco | 3 – 0 | Cittadella |  |

| 20 febbraio 1994 20ª giornata | Cittadella | 1 – 2 | Crevalcore |  |

| 6 marzo 1994 21ª giornata | Ospitaletto | 1 – 0 | Cittadella |  |

| 13 marzo 1994 22ª giornata | Cittadella | 0 – 1 | Legnano |  |

| 20 marzo 1994 23ª giornata | Tempio | 2 – 0 | Cittadella |  |

| 27 marzo 1994 24ª giornata | Cittadella | 3 – 0 | Giorgione |  |

| 10 aprile 1994 25ª giornata | Pergocrema | 3 – 1 | Cittadella |  |

| 17 aprile 1994 26ª giornata | Cittadella | 0 – 0 | Solbiatese |  |

| 24 aprile 1994 27ª giornata | Vogherese | 0 – 1 | Cittadella |  |

| 1º maggio 1994 28ª giornata | Cittadella | 0 – 0 | Novara |  |

| 15 maggio 1994 29ª giornata | Cittadella | 0 – 0 | Trento |  |

| 22 maggio 1994 30ª giornata | Aosta | 2 – 1 | Cittadella |  |

| 29 maggio 1994 31ª giornata | Cittadella | 0 – 0 | Lumezzane |  |

| 5 giugno 1994 32ª giornata | Torres | 1 – 1 | Cittadella |  |

| 12 giugno 1994 33ª giornata | Cittadella | 0 – 0 | Pavia |  |

| 19 giugno 1994 34ª giornata | Centese | 1 – 2 | Cittadella |  |